# Championnat de France de water-polo de Nationale 3 masculin
Le championnat de France de water-polo de Nationale 3 masculin (ou Nationale 3 (N3)) est une compétition annuelle. 

## Palmarès
| Année | Vainqueur                                                                                                  | Vice-champion                                                                                              |
| 1998  | Dauphins de Wattrelos                                                                                      | ? |
| 1999  | Sète Natation Entente Dauphins-Dockers                                                                     | ? |
| 2000  | Cercle des nageurs noiséens                                                                                | ? |
| 2001  | AS Corbeil-Essonnes                                                                                        | ? |
| 2002  | Olympique Grande-Synthe                                                                                    | ? |
| 2003  | Olympic Nice Natation rés.                                                                                 | ? |
| 2004  | Olympic Nice Natation rés.                                                                                 | ? |
| 2005  | Pélican Club Valenciennes                                                                                  | ? |
| 2006  | SCN Choisy-le-Roi                                                                                          | ? |
| 2007  | NC Saint-Jean d’Angély rés.                                                                                | ? |
| 2008  | AS Val d’Oise                                                                                              | ? |
| 2009  | SCL Denain                                                                                                 | ? |
| 2010  | Cercle des nageurs noiséens rés.                                                                           | ? |
| 2011  | Sète Natation Entente Dauphins-Dockers                                                                     | ? |
| 2012  | Antony Natation                                                                                            | ? |
| 2013  | FNC Douai rés.                                                                                             | ? |
| 2014  | CPB Rennes Water-Polo                                                                                      | ? |
| 2015  | Dauphins de Wattrelos                                                                                      | ? |
| 2016  | CN Marseille rés.                                                                                          | ? |
| 2017  | Cercle des nageurs noiséens rés.                                                                           | ? |
| 2018  | Pays d'Aix Natation rés.                                                                                   | ? |
| 2019  | AC Molsheim Mutzig                                                                                         | Nice Nicaea Water-Polo                                                                                     |
| 2020  | Annulé en raison de la pandémie de coronavirus Championnat abandonné (Aucun vainqueur ; pas de relégation) | Annulé en raison de la pandémie de coronavirus Championnat abandonné (Aucun vainqueur ; pas de relégation) |
| 2021  | pas de champion (pandémie de coronavirus)                                                                  | pas de champion (pandémie de coronavirus)                                                                  |
| 2022  | CN Marseille rés.                                                                                          | Pays d'Aix Natation rés.                                                                                   |
| 2023  | AS Monaco                                                                                                  | Sea Sun Polo                                                                                               |
| 2024  | AC Molsheim Mutzig                                                                                         | CN d'Aix-les-Bains                                                                                         |
| 2025  | Team Strasbourg rés.                                                                                       | Pays d'Aix Natation rés.                                                                                   |